# Uriel

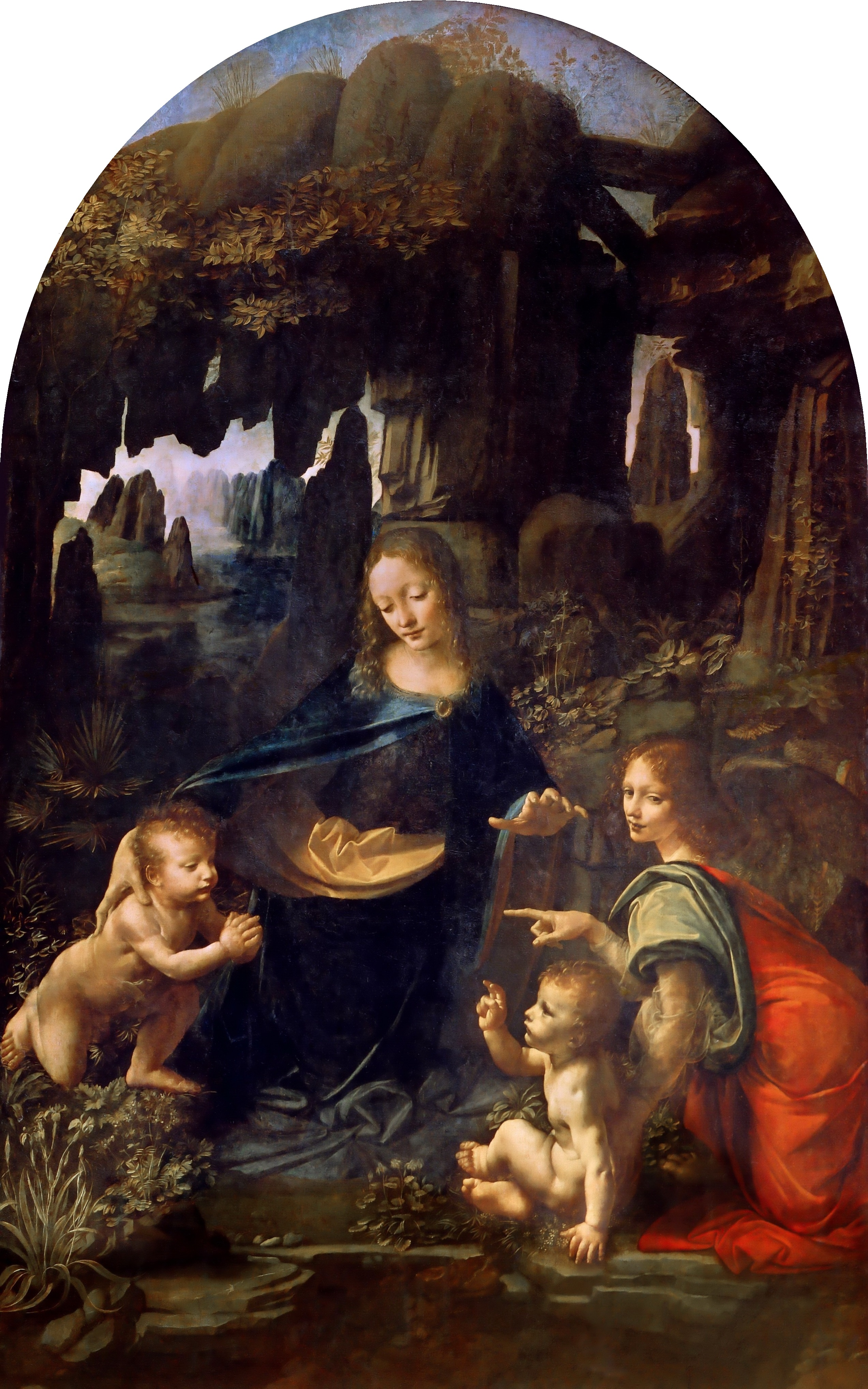
Uriel till höger om jungfru Maria, målning av Leonardo da Vinci.

Uriel (hebreiska: אוּרִיאֵל Uriʾel, ʾÛrîʾēl, "Guds eld") är enligt rabbinsk och viss kristen teologi en av ärkeänglarna, som närmast omger Guds tron. Han har ibland sagts vara densamme som Nuriel, Jeremiel, med flera änglar.
Uriel omtalas första gången i den apokryfa 1:a Henoksbokens första del, väktarnas bok från c:a 250 f.Kr, där han tillsammans med bl.a. Gabriel och Mikael blickar ner och beskådar eländet på jorden innan syndafloden. Han förekommer också i den sannolikt vid slutet av första århundradet e.Kr. författade apokryfiska bok, som fått namnet Esras Apokalyps eller Fjärde Esra, där Uriel berättas ha blivit sänd till jorden för att ge Esra de i boken förekommande uppenbarelserna. Hans attribut är en pergamentsrulle eller bok. Uriel omnämns inte i Bibeln och är därför förbjuden att vända sig till med namn i katolska kyrkan.